# Abacopteris longipetiolata
Abacopteris longipetiolata là một loài thực vật có mạch trong họ Thelypteridaceae. Loài này được K. Iwats. mô tả khoa học đầu tiên năm 1959.